# Априлці (Пазарджицька область)
Апри́лці (болг. Априлци) — село в Пазарджицькій області Болгарії. Входить до складу общини Пазарджик.

## Населення
За даними перепису населення 2011 року у селі проживали 526 осіб.
Національний склад населення села:
| Національність   | Кількість осіб | Відсоток |
| ---------------- | -------------- | -------- |
| болгари          | 368            | 70,0%    |
| цигани           | 155            | 29,5%    |
| турки            | 0              | 0%       |
| інша             | 0              | 0%       |
| не визначились   | 3              | 0,6%     |
| Всього відповіли | 526            |          |

Розподіл населення за віком у 2011 році:
Динаміка населення: